# Естимесов, Саптар
Саптар Естимесов (1919—1944) — сержант Рабоче-крестьянской Красной Армии, участник Великой Отечественной войны, Герой Советского Союза (1944).

## Биография
Саптар Естимесов родился в 1919 году в безымянном ауле на территории нынешнего Чуйского района Жамбылской области Казахстана. Получил неполное среднее образование, после чего работал в колхозе. В июне 1942 года Естимесов был призван на службу в Рабоче-крестьянскую Красную Армию. С июля того же года — на фронтах Великой Отечественной войны. К сентябрю 1943 года сержант Саптар Естимесов командовал пулемётным отделением 515-го стрелкового полка 134-й стрелковой дивизии 39-й армии Калининского фронта. Отличился во время освобождения Смоленской области.
9 сентября 1943 года в районе деревни Долынино Духовщинского района, когда противник предпринял контратаку двумя ротами пехоты при поддержке танковых и артиллерийских подразделений, Естимесов, подпустив вражеские войска поближе, открыл по ним огонь из пулемёта, уничтожил более 40 солдат и офицеров противника. 14 сентября во время боя за деревню Конопляники того же района, когда немецкий пулемёт остановил продвижение советских частей, Естимесов скрытно подобрался к нему и уничтожил его расчёт, а затем применил захваченный пулемёт против солдат противника.
Указом Президиума Верховного Совета СССР от 4 июня 1944 года за «образцовое выполнение боевых заданий командования на фронте борьбы с немецкими захватчиками и проявленные при этом мужество и героизм» сержант Саптар Естимесов был удостоен высокого звания Героя Советского Союза. Орден Ленина и медаль «Золотая Звезда» он получить не успел, так как в сентябре того же года пропал без вести.
Был также награждён медалью.

## Память
- В честь Естимесова на его родине названа школа и установлен бюст[1].